# Vampire in Venice
Nosferatu en Venecia (en italiano: Nosferatu a Venezia), también conocida como Vampire in Venice, Prince of the Night y Nosferatu In Venice es una película italiana de terror sobrenatural de 1988 dirigida por Augusto Caminito y Klaus Kinski sin acreditar, y protagonizada por Kinski, Christopher Plummer, Donald Pleasence y Bárbara De Rossi. La historia sigue al profesor Paris Catalano (Plummer), que viaja a Venecia siguiendo la pista de la última aparición conocida de Nosferatu (Kinski), a quien se le vio en el Carnaval en 1786. Catalano se entera a través de una sesión de espiritismo que el vampiro busca la muerte eterna e intenta acabar con su existencia de una vez por todas.
Después de asegurar a Kinski para el papel principal de Nosferatu, el productor August Caminito planeó una secuela de Nosferatu: Phantom der Nacht de Werner Herzog. Caminito originalmente aseguró a Maurizio Lucidi como director, pero luego sintió que la película sería mejor con un director más conocido y un presupuesto más alto, lo que llevó a Lucidi a ser eliminado como director a favor de Pasquale Squitieri. Squiteri hizo varios cambios en el guion que no atrajeron a Caminito, lo que lo llevó a pagarle a Squiteri y rescindir su contrato. Esto llevó a más recortes presupuestarios en la película y a la contratación de Mario Caiano como director. Después de chocar con Kinski en el set, Caiano dejó la película y Caminito dirigió la película él mismo. Durante el rodaje, Kinski no siguió el ensayo y exigió cambios en los actores que aparecían en la película y, a menudo, cambiaba drásticamente la iluminación en el set. Según el director de la segunda unidad, Luigi Cozzi, el comportamiento de Kinski en el set se volvió tan errático que todo el equipo abandonó el set y no regresó hasta que Kinski se disculpó por su comportamiento.
Luego de seis semanas de filmación, Caminito llegó a la conclusión de que no tenía terminada toda la película, pero que tampoco podía continuar con el proyecto. Esto llevó a que secciones enteras del guion reescrito por Caminito no se filmaran y Caminito se las arreglara con lo que tenía. La película se estrenó en el Festival Internacional de Cine de Venecia el 9 de septiembre de 1988 y luego se estrenó en cines en Italia.

## Argumento
El profesor británico Paris Catalano viaja a Venecia para investigar el paradero del infame vampiro Nosferatu, cuya última aparición conocida fue durante el Carnaval de 1786. Allí es convocado por la joven patricia Helietta Canin, quien cree que el vampiro puede estar enterrado en un sarcófago sellado, una tumba en el sótano de su hacienda ancestral. Catalano cree que el vampiro está buscando una forma de acabar con su tormento inmortal y estar muerto de verdad. A su llegada, Catalano se da cuenta de que Helietta tiene un parecido sorprendente con el amor perdido de Nosferatu, Letizia. Los Canin celebran una sesión de espiritismo en la casa contra las advertencias de su sacerdote católico, el Padre Don Alvise. La sesión hace que Nosferatu despierte de su sueño de doscientos años y escape de su tumba.
Nosferatu deambula por Venecia, pronto localiza a la abuela de Helietta, la princesa Catalano, y la obliga a salir de su balcón, empujándola a la muerte abajo, donde es empalada en una cerca de hierro. Durante el funeral de la anciana princesa, Catalano advierte a Helietta que Nosferatu solo puede ser detenido por un amor legítimo. Durante una celebración de carnaval posterior, Nosferatu acecha a Helietta. Pronto la sigue a su casa y la despierta en su cama, seduciéndola. Mientras tanto, la hermana menor de Helietta, María, presencia parte del encuentro.
A la mañana siguiente, Helietta se despierta e informa a Catalano que Nosferatu la ha visitado. Más tarde, en un callejón, Nosferatu ataca a Uta Barnveal, la esposa del compañero del padre Alvise, el Dr. Barnveal, y la persigue hasta un edificio abandonado, donde se deleita con su sangre. Más tarde, Nosferatu se acerca a Catalano, el padre Alvise y su compañero, el Dr. Barneval, dentro de un castillo. Barneval intenta matar a tiros a Nosferatu, pero las heridas de Nosferatu desaparecen y procede a romper el rifle de Barnvela. Alvise, un sacerdote cobarde, se esconde. Catalano contraataca a Nosferatu con su Santa Cruz, pero Nosferatu se quema las manos mientras la sostiene. Nosferatu se lleva a Helietta y abandona el castillo. Abatido, Catalano hace las maletas y abandona la mansión de los Canin, anunciando que solo una mujer pura dispuesta a darle a Nosferatu su verdadero amor puede destruirlo.
María, que busca luchar contra Nosferatu para poder salvar el alma de su hermana, sube a una torre y salta a la muerte en un intento de llamar la atención del vampiro. Nosferatu salva a María de la caída y la secuestra, llevándola con él a una villa abandonada. Nosferatu le explica a María que desea morir, pero para hacerlo, una mujer virgen tiene que entregarse a él y amarlo sin arrepentimiento, lo que María acepta. Mientras tanto, Barneval, en busca de su esposa desaparecida, viaja a la villa con dos amigos. En el sótano, encuentran lo que parece ser Nosferatu dormido en un ataúd. Sin embargo, cuando clavan una estaca en su corazón, su apariencia se transforma en la de Uta Barneval; de hecho, han matado a Uta, que había cambiado de forma para aparecer como Nosferatu. Arriba, localizan al verdadero Nosferatu en la cama con María. Barneval le dispara ineficazmente, y el disparo atraviesa la espalda de Nosferatu, hiriendo gravemente a María. Nosferatu, enfurecido, mata a los amigos de Barneval. Mientras huye de la villa, Helietta atrae a Barneval a un jardín. Haciéndose pasar por Helietta, Nosferatu seduce a Barneval antes de revelar que se había transformado en ella y matando a Barneval mientras mostraba su verdadera forma.
Nosferatu sale de la villa con una María desnuda en sus brazos, caminando por un canal de Venecia. Al morir, María le pide a Nosferatu que la convierta en vampiro. Aparentemente se niega, diciendo que hacerlo sería un castigo eterno, el mismo que ha soportado durante siglos. Se abrazan mientras Nosferatu sigue caminando y finalmente desaparecen en la niebla de la mañana, dejando el destino de ambos en un misterio.

## Reparto
- Klaus Kinski como Nosferatu
- Christopher Plummer como el profesor Paris Catalano
- Donald Pleasence como Don Alvise
- Bárbara De Rossi como Helietta Canin
- Yorgo Voyagis como Dr. Barneval
- Anne Knecht como María Canin
- Elvire Audray como Uta Barneval
- Clara Colosimo como Médium
- Maria Cumani Quasimodo como princesa

## Producción

### Desarrollo y preproducción
A mediados de la década de 1980, el productor Augusto Caminito comenzó a producir películas de terror y suspense en Italia para mercados extranjeros, como Murder Rock de Lucio Fulci. Caminito fue introducido al guion de Nosferatu in Venecia por Carlo Alberto Alfieri, quien había escrito el guion y su historia original con Leandro Lucchetti. El guion era originalmente una secuela de la película Nosferatu: Phantom der Nacht de Werner Herzog con Alfieri asegurando a la estrella de esa película, Klaus Kinski, para encabezar esta secuela. El 17 de diciembre de 1985, Caminito y Kinski firmaron un contrato de dos películas: Nosferatu in Venecia y Paganini, siendo esta última una película en la que Kinski había estado trabajando desde 1980.
La película iba a ser dirigida inicialmente por Maurizio Lucidi. Entre el equipo estaba Luigi Cozzi, quien era amigo de Alfieri y trabajó en el set como consultor y durante la postproducción. Cozzi cuenta que Caminito sintió que la película sería un mayor éxito con un mayor presupuesto y un director más conocido. Como consecuencia, Caminito duplicó el presupuesto de la película y despidió a Lucidi, que sólo había rodado algunas escenas sin Kinski ambientadas en el Carnaval de Venecia en febrero de 1986. Caminito contrató al director Pasquale Squitieri y reunió un elenco que incluía a Christopher Plummer, Donald Pleasence, Bárbara De Rossi y Yorgo Voyagis. Squitieri reescribió el guion, situándolo en el futuro cercano de la Venecia de 1996 y contrató a varios dibujantes de cómics para hacer el guion gráfico de la película. Caminito consideró que el guion gráfico era "demasiado barroco" y demasiado caro para filmarlo. Squitieri se negó a cambiar su guion y también había estado discutiendo con Kinski. Como Caminito sintió que no podían perder a Kinski, rescindió el contrato con Squitieri y le pagó la suma acordada antes de que el director tuviera la oportunidad de filmar algo. Esto motivó la contratación de Mario Caiano, que había trabajado con Kinski en el pasado en películas como The Fighting Fists of Shanghai Joe. A mediados de 1986, Caiano completó el casting de la película y Caminito reescribió el guion para que coincidiera con el nuevo presupuesto reducido de la película. Cozzi declaró más tarde que varios personajes y escenas fueron desechados en esta nueva reescritura.

### Rodaje
La filmación comenzó el 25 de agosto. Kinski se negó a afeitarse la cabeza y usar colmillos falsos para el papel. Después de discutir con Caiano el primer día de filmación, Caiano declaró más tarde que Kinski no lo escucharía cuando llamó al corte y lo encontró al día siguiente encerrado en su tráiler con Caminito. Caiano se enteró de que Caminito le había prometido a Kinski que dirigiría la película. Según Caminito, Caiano se topó con el tráiler de Kinski y le dijo "¡Ahora estás dirigiendo la película!". Caminito se sintió decidido a terminar la película y asumió la dirección de la película él mismo, con Cozzi, quien lo ayudó a dirigir escenas como director de segunda unidad. Según Cozzi, Kinski ignoraba la puesta en escena que hacían en los ensayos, lo que llevó al director de fotografía Antonio Nardi a tener que restablecer su configuración de iluminación desde cero, ya que Kinski no seguía las señales y se negaba a tomar nuevas tomas. Kinski hizo que Caminito despidiera a Amanda Sandrelli. Cuando la novia de Voyagis, Anne Knecht, visitó el plató, Kinski exigió que Caminito la contratara como protagonista femenina. Esto llevó a que se cambiara el guion para que María fuera ahora la hija adoptiva de Helietta.
Kinski exigió y dirigió algunas escenas él mismo, que incluían escenas que lo seguían como Nosferatu en Venecia al amanecer. Cozzi declaró más tarde que Kinski terminó con unas diez horas de imágenes que consistían en Kinski caminando. El microfonista en el set, Luciano Muratori, declaró que durante una escena en la que Nosferatu iba a convertir al personaje de Barbara De Rossi, Helietta, en un vampiro que se suponía que era Kinski, fingiendo inclinarse y morderle el cuello, lo que llevó a Kinski a insertar sus dedos en la vagina de la mujer, lo que la hizo salir corriendo del set llorando. Cozzi declaró que Kinski fue tan lejos como para tirarla al suelo y agredirla psíquicamente y sexualmente mordiéndole los genitales. Barbara de Rossi también declaró en el documental Kinski en Italia que fue "agredida un día. Nunca respetó el guion y siempre fue físico cuando tenía algo que ver con mujeres. [Durante el rodaje] me agarró los senos y me lastimó" y que "Fue un desastre. Estábamos realmente asustados. Nunca supimos qué podría haber salido de cualquier escena". Según Cozzi, en un momento todo el equipo abandonó el set en protesta por Kinski, quien luego se disculpó por su comportamiento. Después de seis semanas de filmación en Venecia, Caminito solo había filmado aproximadamente la mitad del guion de la película ambientado en Venecia y tenía un tercio completo del guion para filmar en otro lugar. Caminito no pudo filmar más e intentó compilar la película a partir de las imágenes que había filmado.

## Lanzamiento

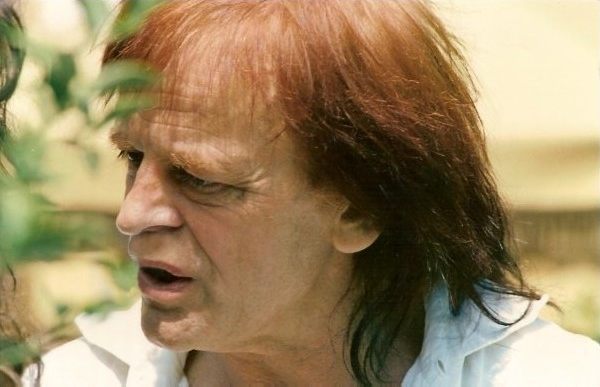
Klaus Kinski en 1988.

Un día antes de su estreno, Caminito afirmó que Vampire in Venice duraría una hora y cuarenta y seis minutos. La copia enviada a la junta de calificaciones tuvo una duración de 98 minutos y las copias de video doméstico actuales duran 89 minutos. Se estrenó a la medianoche del 9 de septiembre de 1988 en el Festival Internacional de Cine de Venecia, donde se proyectó fuera de competición. Cozzi afirmó que la presencia de Vampire in Venice en el festival tenía más que ver con el estatus de Caminito como un importante productor de cine y no con la calidad artística de la película. Medusa lo distribuyó en cines en Italia en 1988. Matthew Edwards, autor de Klaus Kinski: Beast of Cinema comentó sobre la actuación comercial de la película en Italia como "un desastre de taquilla".
La película se estrenó más tarde en territorios ingleses como Prince of the Night en los Estados Unidos y Nosferatu in Venecia. Vampire in Venice fue lanzada en video doméstico por la distribuidora First Fright en 1991. La película fue lanzada en DVD en los Estados Unidos por One-7 Movies como Prince of the Night el 9 de septiembre de 2014. La película fue lanzada en Blu-ray en los Estados Unidos por Severin Films como Nosferatu In Venice el 30 de marzo de 2021, con una duración de 93 minutos.

## Recepción
De reseñas contemporáneas, un crítico acreditado como "Yung" de Variety revisó la proyección en el Festival de Cine de Venecia, afirmando que la película era "más kitsch que de terror" mientras elogiaba el trabajo de cámara de Tonino Nardi y que Kinski era "particularmente memorable".
A partir de reseñas retrospectivas, David Alexander, que escribió en Rue Morgue, encontró que la película era "confusa y dispersa", con "algunas escenas construidas de manera incómoda y opciones de edición tontas, aunque una atmósfera general de pavor gótico ayuda un poco", y señaló específicamente los "bellamente brumosos paisajes urbanos en Venecia" de Tonino Nardi. Alexander concluyó que la película era "más una curiosidad que otra cosa". Matthew Edwards describió la película como "difícil de revisar" y señaló "su rica textura atmosférica, imágenes evocadoras de Venecia y la actuación salvaje de Kinski", afirmando que "Kinski pinta a su vampiro sádico con un disgusto burlón por quienes lo rodean", además de señalar "una actuación decente de Christopher Plummer" y también elogió la cinematografía de Nardi afirmando que "captura los canales y la arquitectura gótica con un efecto sorprendente". Edwards concluyó que la película era un "monumental embrollo que tiene destellos de brillantez pero carece de coherencia". En su libro sobre películas de terror góticas italianas de la década, Roberto Curti afirmó que Plummer dio la mejor actuación en la película, y que la cinta tenía algunas imágenes llamativas aunque repetitivas, afirmando que Venecia "nunca se convierte en una escena viva en la película (como ocurre, por ejemplo, en Don't Look Now)". Curti también afirmó que "a pesar de las ambiciones del guion, el diálogo es a menudo pobre, si no ridículo", pero que fue Kinski quien finalmente "ahoga la película". Kim Newman revisó la película en Sight & Sound y afirmó que la película era "un desastre [...] pero un desastre extrañamente hermoso, con una extraña visión poética del vampirismo". Newman señaló que los personajes a menudo mueren fuera de la pantalla y otros personajes a menudo entran en la trama sin explicar quiénes son o qué les sucede.